# Morales del Vino
Morales del Vino è un comune spagnolo di 2 709 abitanti situato nella comunità autonoma di Castiglia e León.
A due chilometri di distanza dal capoluogo, all'interno del territorio comunale, c'è la località di Pontejos del Vino, avente origini molto antiche.